# Canon de 164 mm modèle 1887
Le canon de 164 mm modèle 1887 est un canon français construit à la fin du XIXe siècle. Artillerie secondaire du croiseur cuirassé Dupuy-de-Lôme, il sert aussi d'artillerie lourde durant la Première Guerre mondiale et d'artillerie côtière durant la Seconde Guerre mondiale. Ses déclinaisons de 1891 et 1893 équipent quant à elle principalement les croiseurs protégés construits des années 1890 à 1900.

## Caractéristiques

### Modèle 1887
Le canon de 164 mm modèle 1887 pèse 6,500 tonnes avec le mécanisme, et mesure 7,6 mètres de long. D'un diamètre intérieur (ou calibre) de 164 mm, son diamètre extérieur n'excède pas les 585 mm. La vitesse à la bouche est de 770 à 800 mètres par seconde, le projectile gardant une vitesse de 588 à 605 mètres par seconde après avoir parcouru 2 000 mètres.

### Modèle 1891
Le modèle 1891 diffère très peu de celui de 1887. Son poids est de 7,055 tonnes avec le mécanisme et il mesure 7,672 5 mètres de long. Son diamètre extérieur n'excède pas les 527 mm. La vitesse à la bouche est la même, tout comme le type de projectiles utilisés.

### Modèle 1893
Le modèle 1893, lui aussi, diffère peu de ses prédécesseurs. Son poids est de 6,625 tonnes avec le mécanisme. Tout comme le modèle 1891, il mesure 7,672 5 mètres de long et son diamètre extérieur n'excède pas les 527 mm. Enfin, la vitesse à la bouche est la même, tout comme le type de projectiles utilisés.

## Utilisation

### En mer
Le canon de 164 mm modèle 1887 constitue l'armement secondaire du croiseur cuirassé Dupuy-de-Lôme. Six tourelles simples équipent le navire : trois à l'avant et trois à l'arrière, les deux canons principaux de 194 mm étant situés sur les flancs du navire.
Le canon de 164 mm modèle 1891 constitue quant à lui l'armement principal des croiseurs protégés des classes Friant et Descartes, à raison de six tourelles simples par navire.
Le canon de 164 mm modèle 1893 équipe les croiseurs protégés qui suivent : ceux des classes D'Assas et Catinat, et les Guichen, Châteaurenault et Jurien de la Gravière.

### À terre

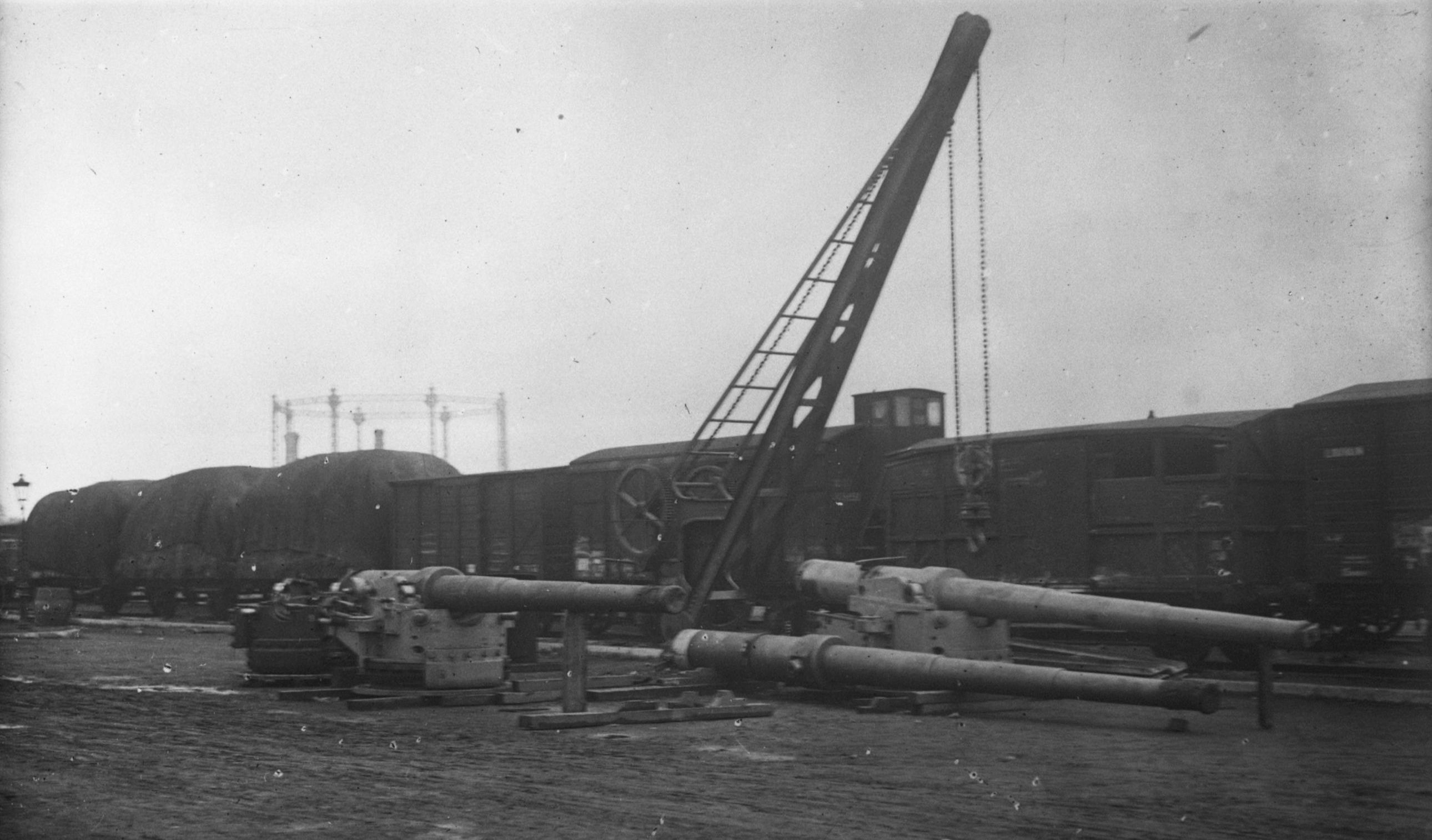
Débarquement des canons en gare de Toul. en 1914, agence Roll.

En octobre 1914, douze canons de 164 mm (modèles 1887, 1891 et 1893 confondus) sont installés à Toul, Verdun et sur le front, à l'Est, intégrant l'artillerie lourde à grande puissance. Deux d'entre eux sont capturés en février 1916 à Verdun, deux au Chemin des Dames le 27 mai 1918 lors de la bataille de l'Aisne, et un dernier le 9 juin 1918 lors de la bataille du Matz.
Au début de la Seconde Guerre mondiale, trois exemplaires équipent la batterie côtière du fort des Dunes, à l'Est de Dunkerque.